# Капелиан
Капелиан (на латински: Capellianus) е римски управител на Нумидия, който през Годината на шестимата императори (238 г.) прекратява въстанието на подкрепяните от римския Сенат императори Гордиан I и Гордиан II против Максимин Трак.
Той произлиза вероятно от сенаторска фамилия от нумидския град Цирта. Преминава cursus honorum до претура и е назначен от Максимин Трак за legatus Augusti pro praetore Numidiae, където едновременно е командир и на legio III Augusta.
В началото на 238 г. въстаналите земевладелци издигат възрастния проконсул на провинция Africa proconsularis Гордиан за император, който издига своя син Гордиан II за сърегент. Без да чака заповеди Капелиан тръгва със своя легион, за да потуши въстанието в съседната провинция. Близо до Картаген той побеждава зависимия от войниците Гордиан II, който е убит в битката, след което баща му се самоубива. Римският Сенат обаче е легализирал узурпацията, обявява Максимин за държавен враг и назначава за наследници на поста на двамата Гордиани сенаторите Балбин и Пупиен.
Максимин Трак тръгва против Рим и през април 238 г. е убит при обсадата на Аквилея. За Капелиан няма сведения след това, помагащият му legio III Augusta е разпуснат през 239 г. от Гордиан III, сестрин син на Гордиан II и наследник на убитите Балбин и Пупиен.